# August Creek
August Creek är ett vattendrag i Belize. Det ligger i distriktet Stann Creek, i den södra delen av landet, 80 kilometer söder om huvudstaden Belmopan.